# Isorytmik
Isorytmik kallas inom musiken en kompositionsprincip som användes särskilt under 1300-talet och innebär ett ständigt upprepande av ett visst rytmiskt förlopp. Detta behöver till sin omfattning inte motsvara det melodiska avsnitt som också upprepas.
Inom 1300-talsmotetten, var isorytmiken vanligen kopplad till tenorstämmans gregorianska melodi (cantus firmus).  Även de övriga stämmorna i satserna kunde vara helt eller delvis isorytmiska. Källan till tekniken låg i 1200-talets modala rytmik.